# Colletes tulbaghensis
Colletes tulbaghensis är en biart som beskrevs av Kuhlmann 1998. Colletes tulbaghensis ingår i släktet sidenbin, och familjen korttungebin. Inga underarter finns listade i Catalogue of Life.